# Honey Badgers de Brampton
Les Honey Badgers de Brampton sont une équipe de basket-ball professionnelle canadienne basée à Brampton, en Ontario, qui participe à la Ligue élite canadienne de basketball (LECB). Ils jouent leurs matchs au CAA Centre. L’équipe a été fondée en 2018 sous le nom de Honey Badgers de Hamilton et a joué au FirstOntario Centre à Hamilton, en Ontario, de sa première saison en 2019 jusqu’en 2022.

## Histoire
Le 2 mai 2018, la Ligue élite canadienne de basketball a annoncé Hamilton, en Ontario, comme l’une des six équipes originales pour sa saison inaugurale débutant en mai 2019. Le 12 juin 2018, lors d’une conférence de presse, la LECB a annoncé le logo et le nom de sa franchise de Hamilton sous le nom des Honey Badgers de Hamilton, un surnom inspiré de l’animal le plus intrépide du monde. L’équipe a également annoncé l’embauche de l’ancien dirigeant des Raptors de Toronto, John Lashway, en tant que président de l’équipe. Le 19 décembre 2019, l’organisation a nommé Jermaine Anderson au poste de directeur général de l’équipe.
Les Honey Badgers ont remporté leur premier match à domicile contre les Stingers d'Edmonton, de 103 à 86, le 12 mai 2019. Pour la première saison, les Honey Badgers s'imposent en playoffs face aux River Lions de Niagara mais ils s'inclinent en finale face aux Rattlers de la Saskatchewan.
En avril 2020, les Honey Badgers recrute Justin Jackson, le premier joueur de l'histoire de la LECB à avoir été drafté en NBA auparavant.
Les Honey Badgers remportent leur premier titre de champion lors de la saison 2022 de la LECB. Les Honey Badgers représentent le Canada lors de la saison 2022-2023 de la Ligue des champions américaine de basketball.
Le 28 novembre 2022, la ligue annonce que les Honey Badgers vont déménagé de manière permanente à Brampton en raison de rénovations prévues au FirstOntario Centre. Les Honey Badgers de Hamilton deviennent les Honey Badgers de Bramtpon et évoluent au CAA Centre à partir de la saison 2023.

## Palmarès
- Champion LECB (1) : 2022

## Personnalités

### Joueurs emblématiques
- Justin Jackson
- Christian Vital
- Briante Weber

### Entraîneurs successifs
| Nom             | Période   | Saison régulière | Saison régulière | Saison régulière | Playoffs | Playoffs | Playoffs | Bilan             |
| Nom             | Période   | Matchs           | Vict.            | Déf.             | Matchs   | Vict.    | Déf.     | Bilan             |
| --------------- | --------- | ---------------- | ---------------- | ---------------- | -------- | -------- | -------- | ----------------- |
| Chantal Vallée  | 2019      | 20               | 10               | 10               | 2        | 1        | 1        | Défaite en finale |
| Ryan Schmidt    | 2020-2022 | 40               | 26               | 14               | 5        | 3        | 2        | Champion en 2022  |
| Antoine Broxsie | 2023      | 20               | 8                | 12               | 1        | 0        | 1        | -                 |
| Sheldon Cassimy | 2024-     |                  |                  |                  |          |          |          |                   |

### Présidents successifs
Nommé en avril 2023 au poste de président des Honey Badgers, en remplacement de John Lashway, Michael Cvitkovic quitte son poste en février 2024,.
| # | Période                   | Nom               |
| - | ------------------------- | ----------------- |
| 1 | Juin 2018 - Avril 2023    | John Lashway      |
| 2 | Avril 2023 - Février 2024 | Michael Cvitkovic |